# Großsteingräber bei Litzenhagen
Die Großsteingräber bei Litzenhagen (in der Literatur meist unter der veralteten Schreibweise Großsteingräber bei Lietzenhagen geführt) waren vier megalithische Grabanlagen der jungsteinzeitlichen Trichterbecherkultur bei Litzenhagen, einem Ortsteil von Putbus im Landkreis Vorpommern-Rügen (Mecklenburg-Vorpommern). Sie wurden vermutlich im 19. Jahrhundert zerstört.

## Forschungsgeschichte
Die Existenz der Gräber wurde in den 1820er Jahren durch Friedrich von Hagenow erfasst und ihre Lage auf der 1829 erschienenen Special Charte der Insel Rügen vermerkt. Von Hagenows handschriftliche Notizen, die den Gesamtbestand der Großsteingräber auf Rügen und in Neuvorpommern erfassen sollten, wurden 1904 von Rudolf Baier veröffentlicht. Die Anlagen bei Litzenhagen wurden dabei nur listenartig aufgenommen.

## Lage
Die Gräber befanden sich nach von Hagenows Karte südsüdwestlich von Litzenhagen an der östlichen Seite des Wegs von Altkamp nach Dumsevitz. Sie lagen recht nahe beieinander: drei lagen in einer parallel zum Weg verlaufenden Reihe und das vierte etwas östlich davon. Unmittelbar nordnordöstlich an die ersten drei Großsteingräber schlossen sich nach von Hagenow drei Grabhügel an, von denen ein Doppelhügel noch erhalten ist. Gut 100 m südwestlich dieser Gräbergruppe, ebenfalls am Weg nach Dumsevitz, lagen die beiden zerstörten Großsteingräber bei Preseke.

## Beschreibung
Nach von Hagenows Liste handelte es sich bei allen vier Anlagen um Großdolmen. Die beiden nördlichen besaßen keine steinernen Umfassungen, beim südlichsten Grab war hingegen eine Umfassung vorhanden. Zur Ausrichtung und den Maßen dieser drei Anlagen liegen keine Angaben vor. Das östliche Grab besaß ein trapezförmiges Hünenbett, das wahrscheinlich nordost-südwestlich orientiert war. Über die Maße dieser Anlage liegen ebenfalls keine Angaben vor.